# Артісіан (Південна Дакота)
Артісіан (англ. Artesian) — місто (англ. town) в США, в окрузі Сенборн штату Південна Дакота. Населення — 129 осіб (2020).

## Географія
Артісіан розташований за координатами 44°0′28″ пн. ш. 97°55′25″ зх. д. / 44.00778° пн. ш. 97.92361° зх. д. (44.007895, -97.923709).  За даними Бюро перепису населення США в 2010 році місто мало площу 1,43 км², уся площа — суходіл.

## Демографія
Згідно з переписом 2010 року, у місті мешкало 138 осіб у 73 домогосподарствах у складі 42 родин. Густота населення становила 96 осіб/км².  Було 96 помешкань (67/км²).
Расовий склад населення:
| - 89,9 % — білих - 0,7 % — азіатів - 3,6 % — осіб інших рас |

До двох чи більше рас належало 5,8 %. Частка іспаномовних становила 5,8 % від усіх жителів.
За віковим діапазоном населення розподілялося таким чином: 14,5 % — особи молодші 18 років, 65,2 % — особи у віці 18—64 років, 20,3 % — особи у віці 65 років та старші. Медіана віку мешканця становила 47,0 року. На 100 осіб жіночої статі у місті припадало 109,1 чоловіків;  на 100 жінок у віці від 18 років та старших — 114,5 чоловіків також старших 18 років.
Середній дохід на одне домашнє господарство  становив 48 391 долар США (медіана — 51 250), а середній дохід на одну сім'ю — 58 524 долари (медіана — 62 500). За межею бідності перебувало 10,1 % осіб, у тому числі 23,1 % дітей у віці до 18 років та 3,2 % осіб у віці 65 років та старших.
Цивільне працевлаштоване населення становило 93 особи. Основні галузі зайнятості: виробництво — 37,6 %, сільське господарство, лісництво, риболовля — 16,1 %, освіта, охорона здоров'я та соціальна допомога — 12,9 %, роздрібна торгівля — 10,8 %.